# ویلهلمسفلد
ویلهلمسفلد (به آلمانی: Wilhelmsfeld) یک شهر در آلمان است که در راین-نکار-کرایس واقع شده‌است. ویلهلمسفلد ۳٬۳۳۶ نفر جمعیت دارد.